# 三村奈々恵
三村 奈々恵（Mimura Nanae、みむら ななえ ）は、国際的に活躍する日本のマリンバ奏者。

## 略歴
3歳からマリンバとピアノを始める。 国立音楽大学（打楽器専攻）を首席で卒業。武岡賞を受賞。また NTTドコモから奨学金を得る。
その後、アメリカ合衆国ボストンにわたり、ボストン音楽院を卒業し、修士号を取得。 学生時代より国際コンクールで優勝を重ね、史上3人目となる「アロージ賞」（スイス）を受賞。
また、ニューヨークで行われる「コンサート・アーティスト・ギルド・コンペティション」では、ソロで優勝を獲得し、マリンバソリストでは初の受賞者となった。この受賞をきっかけに、ニューヨークのカーネギー・ホールで、デビュー・リサイタルを行った。これまでに北米、中米、南米、ヨーロッパ、アジアの２２カ国以上に招聘され、オーケストラとのマリンバ協奏曲共演やソロ・リサイタル、また現地音楽家とのコラボレーションも行っている。
また、演奏活動のほか、国内外のコンクールで審査員を務めたり、世界各地の大学やフェスティバルでマリンバの指導にあたるなど、後進の育成にも力を注いでいる。国内では自身の主宰による「八ヶ岳国際マリンバ・キャンプ」を毎年開催。
アメリカ・アンコール社より三村奈々恵モデルのマレットが開発・発売されている。ヤマハ・アーティスト。

## アルバム
- マリンバ・スピリチュアル (Marimba Spiritual) （2000年、ソニーレコード）
- ユニバース (Universe) （2002年、ソニーレコード）
- プラーナ (Prana) （2006年、ソニーレコード）
- マリンバ・クリスタル〜祈り〜(Marimba Crystal -prayer-) (2016年、オクタヴィアレコード）

## 参加作品
- 平井堅『Strawberry Sex』（シングル、2002年、ソニーミュージック）
- アルバム『イマージュ2』『イマージュ・ライブ』及び『イマージュ・アムール（ソニーミュージック）
- 吉松隆『交響曲第6番《鳥と天使たち》/マリンバ協奏曲《バードリズミクス》』(2014年、日本コロムビア）

## 主な出演

### ラジオ
- 「Classy Museum」（FMYokohama、毎週土曜日、21:00 - 22:00）

### その他

#### テレビ
- 『5時に夢中!』（TOKYO MX）
- 『土曜LIVE ワッツ!?ニッポン』（フジテレビ）
- 『平成教育委員会・秋SP』（フジテレビ）
- 『ミュージックカクテル』（NHK）
- 『たけしの誰でもピカソ』（テレビ東京）
- 『王様のブランチ』（TBS）
- 『東急ジルベスター・コンサート』（テレビ東京）
- 『つながるテレビ@ヒューマン』（NHK）
- 『元気の源泉』（TBS）
- 『音の葉』（テレビ東京）
- 『みゅーじん』（テレビ東京）
- 『超・人〜virtuoso〜』（BS-i）
- 『アバンチュール』（NHK-BS2）「三村奈々恵の冒険　カーレース」
- 『関ジャム 完全燃SHOW』(テレビ朝日）

## イメージキャラクター
- 日経CNBC（2007年4月 - 2008年3月）
イメージソング：El Latido

## 趣味
読書、美術館・博物館巡り、温泉